# أنو (أسطورة)
أنو هو إله السماء في حضارة بلاد ما بين النهرين، وهو من حيث الأهمية يقع في المرتبة الأولى عند السومريين والبابليين، وقد نعت بأبي الالهة. وكان يعتقد أن مقره في السماء العليا، وكان يرمز له بنجمة ذات ثمانية رؤوس والتي تشير إلى جهات الكون الجغرافية.
كان متزوجا من كي، ولكن في بعض أديان[ ؟ ] بلاد ما بين النهرين الأخرى كان له زوجة تسمى أوراس. على الرغم من أنه كان يعتبر الإله الأكثر أهمية في البانثيون (مجمع الألهه)، تولى دورا في معظمه سلبي في الأساطير، سامحا لإنليل بالمطالبة بالمنصب كالأله الأقوى.
وهو إله السماء لدى الآشوريين[ ؟ ] والبابليين ورئيس الآلهة، مركز عبادته الرئيسة (أوروك). كان يترأس مجامع الآلهة وهو رئيس المثلث الإلهي (انوـ انكي ـ أنليل) إله الحكمة والأرض والهواء.رقمه الرمزي 60 الذي أصبح مقدساً وأساس الحساب الستيني في قياس الوقت والدوائر، حيوانه الرمزي (الثور).
وهو إله السماء الرئيس وكبير الالهة. وكان مركز عبادته في القسم الثاني من مدينة الوركاء والمدعو " كولاب "، حيث يوجد في هذا القسم من الوركاء زقورة (المعبد المدرج ) الإله المذكور ومعبده فوقها ويدعى حاليا بالمعبد الأبيض. وفي الفترات المتأخرة أصبحت مدينة آشور مرزا لعبادته كذلك.

## التسمية
«آن» بالسومرية، والمعروف لاحقًا باسم «آنو، أنُّو» في الأكدية، هو الإلهُ الأعلى و«مُحَرِّكُ الخَلْق الأوَّل»، ويُجَسَّدُ بالسماء أو هي مظهره. وإنَّه الأصل (السَّلف الأعلى) الأوَّل والأكثر بُعدًا وترفُّعًا، الذي كُوِّنَ عنه تصوُّرٌ لاهوتيٌّ على أنَّه إلهُ السماءِ في «كُنْهِهِ أو إبهامه المُتعالي أو المُتسامي». وكان يُعتقد، في بعض النظم اللاهوتية، أنَّ جميع الآلهة تنحدر من «آن» وزوجه أو قرينته «كي». بيد أنَّ آنو وصف نفسه بأنه سليل للعديد من الكائنات البدئية في نصوص مختلفة (قوائم الآلهة، التعويذات، إلخ)، بينما كان لإنليل غالبًا شجرة عائلة خاصة به والتي هي مستقلة عن شجرة آنو. وفي أثناء ما وُصِفَ آنو بأنَّه الإله البعيد والقصي، على الأقل بحلول وقت أقدم السجلات المكتوبة، كان الإله الرئيسي من حيث العبادة الفعلية هو إنليل. وبالتالي فإنَّ تفوق آنو كان «دائما اسميَّا أو رمزيَّا إلى حد ما» وفقا لويلفريد لامبرت [الإنجليزية]. كان «لولودانيتو»، وهو حجر متعدد الألوان (الأحمر والأبيض والأسود)، مرتبطا بآنو. عدده السري أو الرمزي هو «60»، الذي يُعد أكمل الأعداد في النظام الرياضي الستيني السومري.

## ميثولوجيا

### السومريون

#### أسطورة الخلق السومرية
تعد المقدمة الشعرية للقصيدة الملحمية جلجامش، وإنكيدو، والعالم السفلي، مصدر المعلومات الأساسي عن أسطورة الخلق السومرية، إذ تصف باختصار عملية الخلق: في البداية لم يوجد سوى النامو، البحر الأولي. أنجب نامو بعد ذلك آن (الاسم السومري لأنو)، السماء، وكي، الأرض. تزاوج آن وكين، ما أسفر عن إنجاب كي لإنليل، إله الريح. فصل إنليل بين آن وكي وخطف الأرض على أنها ملكه، بينما خطف آن السماء.
عند السومريين، استُخدمت تسمية «آن» بشكل متبادل مع «السماوات» لذلك توجد شكوك في بعض الحالات إذا ما كان هذا المصطلح يشير إلى الإله آن أو إلى السماوات. في نشأة الكون السومرية، صُورت السماء على أنها سلسلة مكونة من ثلاثة قبب تغطي الأرض المسطحة، اعتُقد أن كل واحدة من هذه القبب صُنعت من حجر كريم مختلف. اعتُقد أن آن هو القبة الأعلى والأبعد من بين هذه القبب، وأنه مصنوع من حجر محمر. كان يوجد خارج هذه القبة الجسم الأولي للمياه المعروف بنامو. كان الإله أيلبرات هو سوكال آن، أو مرافقه.

#### أسطورات إنانا
إنانا وإبيه، والمعروفة أيضًا باسم إلهة القوى الإلهية المرعبة، هي قصيدة للشاعرة الأكادية إنخيدوانا، مؤلفة من 184 سطر ومكتوبة بالسومرية. تصف القصيدة مواجهة حفيدة آن إنانا جبل إبيه، الذي هو جبل من سلسلة جبال زاغروس. ظهر أنو بإيجاز في مشهد من القصيدة تلتمس منه إنانا السماح لها بتدمير جبل إبيه. نبه آن إنانا بعدم مهاجمة الجبل، لكنها تجاهلت تحذيره وتقدمت لمهاجمة وتدمير جبال إبيه رغم كل شي.
تعد قصيدة تأخذ إنانا أمر السماء قصيدة مجزأة للغاية، لكنها مهمة، بسبب ظفر إنانا بمعبد إينا في الوركاء. تبدأ بمحادثة بين إنانا وأخيها أوتو، تأسف فيها على عدم امتلاكها لمعبد إينا، فتعتزم المطالبة بالمعبد ليصبح ملكها. يصبح النص عند هذه النقطة من القصة مجزأ للغاية، ولكن يبدو أنها تصف فيه صعوبة المرور من خلال المستنقعات حتى الوصول إلى المعبد، ليرشدها حينها صياد سمك إلى الطريق الأفضل لتسلكه. وصلت إنانا في الأخير إلى آن، الذي صُدم بتعجرفها، إلا أنه رغم ذلك أقر بنجاحها وبهذا أصبح المعبد ملكًا لها. قد تمثل هذه الأسطورة التفوق على سلطة كهنة آن في الوركاء وانتقال السلطة إلى كهنة إنانا.

### الأكاديون

#### ملحمة جلجامش
في مشهد من الملحمة الأكادية جلجامش، المكتوبة في نهاية الألفية الثانية قبل الميلاد، تحاول عشتار ابنة أنو إغواء البطل جلجامش (أنو هو الاسم المقابل لإنانا في اللغة السامية الشرقية). عندما يرفض جلجامش محاولاتها، تذهب عشتار إلى السماء وتخبر أنو بإهانة جلجامش لها. سألها أنو عن سبب اشتكائها بدلًا من مواجهته جلجامش وجهًا لوجه. تطلب عشتار من أنو منحها ثور السماء وتقسم في حال لم يعطه لا، أنها ستهد بوابات إركالا (العالم السفلي) وتحيي الموتى ليأكلوا الأحياء. يمنح أنو عشتار عين الثور، فترسله لمهاجمة جلجامش وصديقه إنكيدو.

#### أسطورة أدبا
في أسطورة أدبا التي وُثّقت أول مرة في فترة كيشون، لاحظ أنو أن الرياح الجنوبية لم تهب تجاه الأرض منذ سبعة أيام. سأل السوكال أيلبرت عن السبب. أجاب أيلبرت أن هذا بسبب قيام أدبا، كاهن إيا (يقابله اسم إينكي في اللغة السامية الشرقية) في إريدو، بكسر جناح الرياح الجنوبية. طلب أنو استدعاء أدبا للمثول أمامه، ولكن قبل انطلاق أدبا لمقابلته، حذره إيا من تناول أي طعام أو شرب أي مياه مقدمين من الآلهة، وذلك لأن الطعام والشراب مسممان. مثُل أدبا أمام أنو، وأخبره أنه كسر جناح الرياح الجنوبية حينما كان يصطاد السمك لإيا ولذلك بسبب تسببها بعاصفة حطمت قاربه. أفصح حاجبا أنو تموز (دموزي) وننكشزدا عن رأيهما بدعم أدبا. استرضى هذا غضب أنو فأمر بمنح أدبا طعام وشراب الخلود عوضًا عن طعام وشراب الموت كجائزة له. على أي حال، اتبع أدبا نصيحة إيا ورفض الوجبة. أحب الخطاطون قصة أدبا، إذ نظروا إليه بصفته مؤسس تجارتهم وعُثر على عدد وافر وضخم من النسخ وعلى أساطير مختلفة في أرجاء بلاد ما بين النهرين، تغطي مسار تاريخ بلاد ما بين النهرين بالكامل. قورنت قصة مثول أدبا أمام أنو بالقصة اليهودية الأخيرة عن آدم وحواء، المسجلة في كتاب سفر التكوين. في نفس الطريقة التي أجبر فيها أنو أدبا على العودة إلى الأرض بعد رفضه تناول طعام الخلود، أخرج يهوه آدم من جنات عدن لحمايته من تناول فاكهة شجرة الحياة، حسب ما ورد في قصة الكتاب المقدس. يُمثل آدم في كتاب سفر التكوين على أنه أصل كل الجنس البشري، بنفس الطريقة التي ينظر بها إلى أدبا على أنه أصل جميع الكهنة.

#### إرا وإشوم
في القصيدة الملحمية إرا وإشوم، التي كُتبت بالأكادية في القرن الثامن قبل الميلاد، منح أنو السيبيتو لإرا، إله الدمارـ توصف السيبيتو بأنها أسلحة مجسدة. طلب أنو من إرا استخدامها لذبح البشر عندما أصبحوا كثيرين ومصدرًا للكثير من الضجيج (اللوح الحجري |، الحرف 38 وما بعده).

### الحيثيون
في ميثولوجيا الحيثيين، أطاح أنو بوالده الالو وأعلن نفسه حاكم الكون. أُطاح به ابنه كوماربي فيما بعد، حاول أنو الفرار، إلا أن كوماربي عض أعضاء انو التناسلية وابتلعها (أخصاه). نفى كوماربي فيما بعد أنو نحو العالم السفلي، برفقة حلفائه، الآلهة القديمة، وهم الحيثيون الموافقون على مبادئ الأنانوكي. نتيجة ابتلاع كامورابي لأعضاء أنو التناسلية، أصبح حاملًا بابن أنو تيشوب وبأربعة أولاد آخرين. حين نضج تيشوب، أطاح بوالده كامورابي، فأخذ بثأر الإطاحة بوالده الآخر آن وبتر جسده.

## الملاحظات
1. ↑  prime mover in creation
2. ↑  (بالإنجليزية: Luludanitu)‏